# Liu Limin
Dans ce nom chinois, le nom de famille, Liu, précède le nom personnel.
Pour les articles homonymes, voir Liu.
Liu Limin, née le 27 mars 1976, est une ancienne nageuse chinoise.

## Carrière
Spécialiste du papillon, elle fait ses études à l'Université du Nevada à Reno et devient championne universitaire du 200 m papillon en 1999 et 2000 ainsi que du 100 m papillon en 2000.
En 1994, elle devient triple championne du monde sur le 100 m et 200 m papillon ainsi que sur le relais 4 × 100 quatre nages lors des championnats du monde 1994. Deux ans plus tard, elle représenta la Chine aux Jeux olympiques d'été de 1996 à Atlanta où elle remporte son unique médaille olympique : l'argent sur le 100 m papillon en 59 s 14.
Elle est également deux fois médaillée d'or et d'argent lors des championnats du monde en petit bassin 1993 et 1995.

## Palmarès
| Date | Compétition                           | Lieu           | Place | Course                 |
| ---- | ------------------------------------- | -------------- | ----- | ---------------------- |
| 1993 | Championnats du monde en petit bassin | Palma          | 1re   | 200 m papillon         |
| 1993 | Championnats du monde en petit bassin | Palma          | 1re   | 4 × 100 m quatre nages |
| 1993 | Championnats du monde en petit bassin | Palma          | 2e    | 100 m papillon         |
| 1994 | Championnats du monde                 | Rome           | 1re   | 200 m papillon         |
| 1994 | Championnats du monde                 | Rome           | 1re   | 100 m papillon         |
| 1994 | Championnats du monde                 | Rome           | 1re   | 4 × 100 m quatre nages |
| 1995 | Championnats du monde en petit bassin | Rio de Janeiro | 1re   | 100 m papillon         |
| 1995 | Championnats du monde en petit bassin | Rio de Janeiro | 2e    | 200 m papillon         |
| 1996 | Jeux olympiques                       | Atlanta        | 2e    | 100 m papillon         |
| 1997 | Championnats du monde en petit bassin | Göteborg       | 1re   | 200 m papillon         |
| 1997 | Championnats du monde en petit bassin | Göteborg       | 1re   | 4 × 100 m quatre nages |